# Kabinett Jón Magnússon III

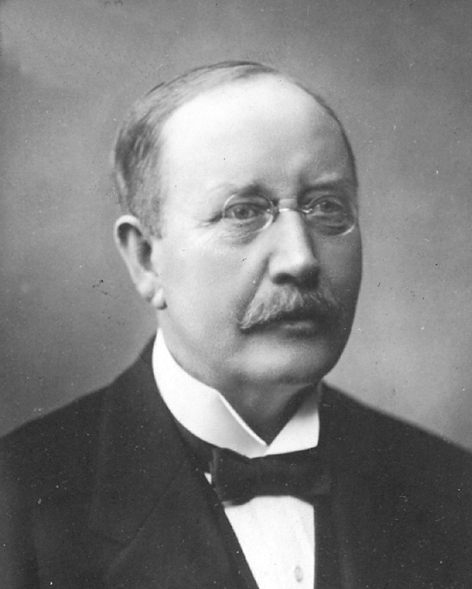
Jón Magnússon war von 1917 bis 1922 sowie 1924 bis 1926 Premierminister von Island

Das Kabinett Jón Magnússon III war eine Regierung des unabhängigen Staates Island, das sich mit dem Vertrag vom 1. Dezember 1918 von Dänemark loslöste, aber dem gemeinsamen König des Königreichs Dänemark sowie des Königreichs Island Christian X. unterstellt war. Es wurde am 22. März 1924 gebildet und löste das Kabinett Sigurður Eggerz ab. Es blieb bis zum 8. Juli 1926 im Amt, woraufhin es vom Kabinett Jón Þorláksson abgelöst wurde. Dem Kabinett gehörten ausschließlich Mitglieder der Konservativen Partei (Íhaldsflokkurinn) an.

## Regierungsmitglieder
| Amt             | Amtsinhaber                      | Beginn der Amtszeit         | Ende der Amtszeit              |
| --------------- | -------------------------------- | --------------------------- | ------------------------------ |
| Premierminister | Jón Magnússon Magnús Guðmundsson | 22. März 1924 23. Juni 1926 | 23. Juni 1926 (†) 8. Juli 1926 |
| Finanzminister  | Jón Þorláksson                   | 22. März 1922               | 8. Juli 1926                   |
| Arbeitsminister | Magnús Guðmundsson               | 22. März 1922               | 8. Juli 1926                   |